# Игор Радойчич
Игор Радойчич (на сръбски: Игор Радојичић) е 7-и президент на Република Сръбска (1 октомври 2007 - 9 декември 2007), излъчен от Съюз на независимите социалдемократи. Председател на Народното събрание на Република Сръбска.

## Биография
Рроден е на 13 септември 1966 г. в град Баня Лука, Босна и Херцеговина (СФРЮ).